# Silviu Berejan
Silviu Berejan (n. 30 iulie 1927, Bălăbănești (azi în Raionul Criuleni, din Republica Moldova) din Regatul România – d. 10 noiembrie 2007), a fost un filolog, lexicolog și lingvist român basarabean, unul din membrii titular al Academiei de Științe a Moldovei, specialitatea lingvistică romanică (în special română) și slavă (în special rusă), cercetător știintific principal în cadrul Institutului de Lingvistică de pe lîngă Academia de Științe a Moldovei.

## Educație, studii
- Liceul „B.P. Hașdeu” din Chișinău (1938–1944),
- Liceul „C.D. Loga” din Timișoara (1944–1945),
- Școala rusă din Comrat (1945–1946),
- Școala nr. 4 din Chișinău (1946–1947),
- Facultatea de Filologie a Universității de Stat din Moldova (1947–1952). După admitere, a fost obligat să intre in ULCT. Nu a fost, însă, membru PCUS pe parcursul vieții.
- Studiile de doctorat la Universitatea de Stat din Moldova (1952–1955)
- Doctor habilitat în filologie (1972), profesor universitar (1979)
- Membru corespondent (1989) și membru titular (1992) al Academiei de Științe a Moldovei.

## Activitate profesională
- Lector la Institutul Pedagogic din Tiraspol (1954–1955)
- Lector la Universitatea de Stat din Moldova (1955–1956)
- Cercetător științific superior la Institutul de Istorie, Limbă și Literatură a Filialei Moldovenești a Academiei de Științe a U.R.S.S.-ului (1956–1958)
- Secretar științific (1958–1961), șef de sector (1961–1978), șef de secție (1978–1987), director al Institutului de Limbă și Literatură al A.S.M.-ului (1987–1991)
- Academician coordonator al Secției de Științe Socioumane (1991–1995)
- Director (1995–2000) al Institutului de Lingvistică al A.S.M.-ului
- Din 2000 este cercetător științific principal la Institutul de Filologie.
- A ținut prelegeri la Institutul Pedagogic din Bălți (1973–1983).

Este fondator al școlii moldovenești de lexicologie și semantică lingvistică. A studiat: gramatica, lexicologia, lexicografia, stilistica, istoria limbii, cultura vorbirii limbii române, semantica generală, lingvistica teoretică, romanistica, slavistica, lingvistica comparată, sociolingvistica.

## Funcții deținute
Președinte al Consiliului științific specializat pentru conferirea gradelor științifice de doctor și doctor habilitat în filologie (1988–1991), președinte al Comisiei de Expertiză a Consiliului Național de Acreditare și Atestare al Republicii Moldova (din 1992). A pregătit 16 doctori și 5 doctori habilitați în științe filologice. A participat cu rapoarte și comunicări la circa 200 de conferințe științifice naționale și internaționale (în: Rusia, România, Ucraina, Georgia, Germania, Ungaria, Franța, Italia, Spania, Polonia, Cehia, Slovacia, Austria, Canada ș.a.). A fost secretar de redacție (1958–1988) și redactor-șef (din 1989) al Revistei de lingvistică și știință literară, membru (din 1992) al Comitetului Internațional de patronaj al Atlasului Lingvistic Romanic (ALir) (Grenoble, Franta), membru al Comitetului Internațional al Slaviștilor, membru al Comisiei Interdepartamentale pentru limba de stat și grafia latină.

## Titluri onorifice
Doctor Honoris Causa al Universității de Stat „Alecu Russo” din Bălți, membru de onoare al Institutului de Lingvistică „Iorgu Iordan” al Academiei Române, laureat al Premiului de Stat al Republicii Moldova, laureat al Premiului Prezidiului A.Ș.M., „Eminent al Învățămîntului Public”, premiant al Academiei Româno-Americane, decorat cu „Ordinul Republicii” și cu Medalia A.Ș.M. „D. Cantemir”.

## Operă
Autor a peste 400 de lucrări științifice și științifico-didactice publicate atît în țară, cît și în străinătate, inclusiv 3 monografii, între care:
- Contribuții la studiul infinitivului moldovenesc (1962);
- Семантическая эквивалентность лексических единиц ("Echivalența semantică a unităților lexicale", 1973);
- Autor și redactor a 4 dicționare, inclusiv Dicționar explicativ școlar (1960, 1969, 1976, 1979, 1984, în colaborare); Dicționar explicativ al limbii moldovenești (în 2 vol., 1977; 1985); Dicționar explicativ uzual al limbii române (1999, coordonator al lucrării) etc.;
- Autor a 6 manuale: Limba moldovenească literară contemporană. Morfologia (1983, în colaborare); Lingvistica generală (1985, în colaborare); Curs de gramatică istorică a limbii române (1991, în colaborare)
- Redactor științific a cca 40 de cărți de lingvistică; traducător, redactor și editor al operelor unor somități ale lingvisticii ca V. F. Șișmariov (Limbile romanice din sud-estul Europei și limba națională a R.S.S.M., 1960); Iorgu Iordan (� оманское языкознание: Историческое развитие, течения, методы [3]. Moscova, 1971, în colaborare); Eugeniu Coșeriu (Structurile lexematice // Revista de lingvistică și știință literară, 1992, nr. 5; Lingvistica din perspectiva spațială și antropologică: Trei studii / Cu o prefață de Silviu Berejan și un punct de vedere editorial de Stelian Dumistrăcel, 1994); Raymund Piotrowski (Sinergetica și ocrotirea limbii române în Republica Moldova // Revista de lingvistică și știință literară, 1997, nr. 3); *Coordonator al volumului "Limba română este Patria mea. Studii. Comunicări. Documente" (1996).
- În perioada 1988–2006 semnează circa 100 de articole de publicistică lingvistică privind statutul limbii române din Republica Moldova.